# 웰론
웰론(Wellon)은 (주)세은텍스의 고유 등록상표이자 합성 폴리에스터 친환경 소재의 충전재이다. 의류산업에서 특히 동물보호단체들의 권고에 따라 다운점퍼의 천연 충전물인 오리나 거위의 다운(down) 솜털을 대체할 뿐만 아니라 인공적이고 선택적으로 보다 기능화된 구조로 설계된 충전재로 보온, 습도, 속건성 등 천연 충전재의 장점을 유지하고 습기에 의한 뭉침현상이나 털의 돌출현상 등의 단점을 보완한 신소재이다.

## 마이크로 화이바
웰론(Wellon)의 클라스터 기반을 이루는 마이크로 화이바(micro fiber)의 구조성은 보온력의 고효율을 위한 기능성 뿐만 아니라 물기에 의한 뭉침현상 등을 방지할 수 있고 친환경적이라는 점 등이 제조시 설계에 반영되어 있다.

## 같이 보기
- 쿨론
- 콜핑